# Nathalie Rapti Gomez
Nathalie Rapti Gomez (née le 21 décembre 1984 à Barranquilla d'un père grec et d'une mère colombienne) est une actrice colombienne. Elle vit et travaille en Italie.

## Biographie
En 2012, Nathalie Rapti Gomez tourne dans le film de Carlo Carlei, Roméo et Juliette, sorti en 2013.

## Filmographie
- 2006 : Il quarto sesso de Marco Costa et Marcello Mercalli - Court-métrage
- 2007 : L'abbuffata de Mimmo Calopresti
- 2008 : Ma prof est une bombe de Luca Biglione
- 2009 : Ex de Fausto Brizzi
- 2010 : Christopher Roth de Max Sender
- 2013 : Roméo et Juliette de Carlo Carlei
- 2017 : Black Butterfly de Brian Goodman (en) : Julie
- 2022 : Leonora addio de Paolo Taviani